# 張亞林
張亞林（1981年4月19日—2010年2月14日），已故中國足球運動員，位置是防守型中場，曾效力于大連實德足球俱樂部，并曾經於2003年入選過中國國奧隊。
張亞林曾代表大連實德隊贏得2000賽季，2001賽季，2002賽季和2005赛季甲A聯賽及中國足球超級聯賽冠軍，并且夺得2001賽季，2005賽季中國足協盃冠軍，2000賽季，2001赛季亞洲優勝者盃亞軍和首屆A3聯賽亞軍。
張亞林無論在大連實德的巔峰時期還是在中國國奧隊都是主力球員，而且在2001年的亞洲優勝者盃上曾表現出色，曾被譽為中國的“馬克萊萊”。
2006年，他与模特及演员贾妮妮结婚，後於2007年育有一女张诗伽。
2008年末张亚林被查出患有淋巴腺疾病，2009年虽然仍然出现在球队名单，但实际一直在家中养病。2010年2月14日張亞林於大連去世，时逢农历大年初一。
2010年联赛开始前，大连实德宣布为纪念张亚林，永久封存其生前穿着的26号球衣。